# Marich Man Singh Shrestha
Marich Man Singh Shrestha (en nepalí: मरिचमान सिंह श्रेष्ठ, 1 de enero de 1942 - 15 de agosto de 2013) fue un político nepalí. Fue primer ministro de Nepal desde el 15 de junio de 1986 hasta el 6 de abril de 1990. Nació en 1942 en Khalanga Bazar, Salyan, Nepal.
Antes de eso, fue Presidente de la Asamblea Nacional de Nepal. Él era un miembro de la comunidad de Newar y fue el primer miembro de ese grupo étnico para convertirse en primer ministro. Fue despedido por el rey durante las tensiones políticas en las que los manifestantes pidieron elecciones multipartidistas. Posteriormente, el proyecto de Constitución se introdujo, lo que permitió la elección directa de un parlamento bicameral.
Shrestha murió de cáncer de pulmón. a los 71 años en el Hospital Norvic, Katmandú el 15 de agosto de 2013.